# Agnès Clerc
Pour les articles homonymes, voir Clerc.
Agnès Clerc est une écrivaine française née à Tours en 1964.

## Biographie
Fille de l’auteur de romans d’espionnage Ernie Clerk, elle se passionne très tôt pour l’écriture. En 1980, elle entame des études de philosophie à l’université de Tours.
Elle fait à cette époque la connaissance d’Emil Cioran , grâce à qui elle se familiarise avec l’œuvre de Léon Chestov. Intéressée tout particulièrement par ce qu’elle nomme « la pensée qui ne rassure pas, [les] écrits qui vous poussent à bout», elle consacre son mémoire de maîtrise au philosophe russe, qui marquera profondément son parcours intellectuel.
Elle poursuit ses études à Paris-Sorbonne, et entame la rédaction d’une thèse de doctorat en philosophie à propos de Marcel Proust, qu’elle soutient en 1998.
Entre-temps, elle séjourne quelques années à Coimbra, tout en enseignant la langue à l’université de Viseu.
À son retour du Portugal, elle s’installe à Marseille, où elle écrit son premier roman, La Mouette aux yeux bleus, construit autour d’une métaphore entre une petite bande d’adolescents marseillais et les jeunes filles de Balbec, 22 juin 2000 .
En 1998, elle quitte la France pour les États-Unis où elle vivra dix ans et dont elle donne une vision ambivalente, faisant constamment la part des choses entre sa sympathie pour les gens et la critique des forces qui les manipulent.
Durant son séjour à Chicago, elle écrit deux romans, Le Dragon de Lawson et Phoenix, et enseigne parallèlement les langue et littérature françaises à Northwestern University, où elle obtient en 2005 un PhD.
Elle rédige à son retour un quatrième livre Al, roman expérimental, où se conjuguent des mots empruntés à des dictionnaires anciens avec l’argot des punks, la langue de Proust, celle de la poésie classique, le parler marseillais, des anglicismes, et de nombreux termes de sa propre invention.
Elle collabore régulièrement à la revue Mettray dirigée par Didier Morin.
Elle vit actuellement à Paris.